# Stanisław Wosiński (wynalazca)
Stanisław Adrian Wosiński (ur. 1960) – polski naukowiec, konstruktor, wynalazca, doktor inżynier.

## Życiorys
Absolwent Wydziału Budowy Maszyn Politechniki Poznańskiej ze specjalizacją tworzywa sztuczne. Zajmował się badaniami własności dielektrycznych ceramiki. Stopień doktora nauk technicznych w dyscyplinie inżynieria materiałowa uzyskał w 2010 r. na podstawie rozprawy pt. „Wpływ składu i warunków wytwarzania kompozytów ceramicznych i polimerowych na zdolność ekranowania przemiennego pola elektrycznego”. Prowadzi badania nad właściwościami wody i materiałami nanokompozytowymi zawierającymi wodę. Wynalazł nowy rodzaj ekranów pola elektrycznego ekranującego w zakresie niskich częstotliwości, gdzie ekranowanie zachodzi dzięki dużej stratności dielektrycznej materiału. Oprócz prowadzonego przedsiębiorstwa ADR System, zajmującego się ekranami pól elektromagnetycznych wysokich częstotliwości, prowadzi działalność naukową – jest współautorem publikacji dotyczących m.in. obrazowania metodą EPR oraz wpływu promieniowania elektromagnetycznego na organizmy żywe.

## Patenty
- Stanisław Wosiński, Roztwór wodny do nasączania materiałów, nadający  im własności ekranujące zmienne pole elektryczne o charakterystyce niskoczęstotliwościowej z zakresu 1 [µHz] - 1 [MHz] i zastosowanie roztworu wodnego do nasączania materiałów, nadającego im własności ekranujące zmienne pole elektryczne o charakterystyce niskoczęstotliwościowej  z zakresu 1 [µHz] - 1 [MHz].  Pat.221223, 25 sierpnia 2015.[13].
- Stanisław Wosiński, Kompozycja do nasączania materiałów nadająca im zdolność do ekranowania zmiennego pola elektromagnetycznego, jej zastosowanie do pokrywania/nasączania matrycy o strukturze włóknistej i/lub porowatej oraz materiały ją zawierające Pat.236147, 25 sierpnia 2020.[14]
- Stanisław Wosiński, Composition for impregnating materials and giving them the ability to shield variable magnetic field, its application for coating/impregnating of a matrix with fibrous and/or porous structure and the materials containing them). Chiny - 3858440; USA - 10538677; EPO - EP 3 230 518 B1 (CH, DE, FR, GB, DK, FI, NL, NO, ES, AT, BE, IT, PT, TR, BR). patent DK 3230518T3, 24 listopada 2021.

## Wyróżnienia i nagrody
- GOLD MEDAL   EUREKA 1998 World Exhibition of Invention, Research and Industrial Innovation (November, 1998) Brussels, Belgium,
- GOLD TROPHY Special Award EUREKA 1998 World Exhibition of Invention, Research and Industrial Innovation (November, 1998) Brussels, Belgium presented by The Institute of European Community,
- MEDAL  the Maria Skłodowska – Curie Special Distinction Award (November, 1998)  Brussels, Belgium,
- SILVER MEDAL “INNOVATIONS’ 99” International Exhibition of Inventions and Industrial Design (October 1999) Gdynia, Poland,
- DYPLOM UZNANIA Komitet Badań Naukowych 1999,
- Wyróżnienie  od Prezesa Rady Ministrów Jerzego Buzka 2000
- GOLD MEDAL the 15th WGC 2001 World Genius ConventionIn the category of Genius Award of Health Products (November, 2001) Tokyo, Japan,
- SILVER MEDAL Award of Excellence „World Genius Convention 2001” In the category of Genius Award of Home Products. (November, 2001) Tokyo, Japan,
- GOLD MEDAL Award of Excellence „INPEX 2001” the World’s Largest Invention & New Product Exposition Pittsburgh, Pennsylvania, USA,
- SILVER MEDAL INPEX 2001 the World’s Largest Invention & New Product Exposition (May, 2001) Pittsburgh, PA, USA,
- BRONZE MEDAL INPEX 2001 the World’s Largest Invention & New Product Exposition (May, 2001) Pittsburgh, PA, USA,
- GRAND PRIX (1st Runner up) INPEX 2001 the World’s Largest Invention & New Product Exposition (May, 2001) Pittsburgh, PA, USA,
- GOLD MEDAL 39th International Exhibition of Inventions of Geneva In the category of Protection of the Environment – Energy. (April, 2011) Geneva, Switzerland[15].